# Sudost
Die Sudost (russisch Су́дость, ukrainisch Су́дость, polnisch Sudość) ist ein rechter Nebenfluss der Desna in der russischen Oblast Brjansk und in der ukrainischen Oblast Tschernihiw.
Die Sudost entspringt in der russischen Oblast Brjansk am Südrand der Smolensker Höhen.
Sie fließt in überwiegend südsüdwestlicher Richtung. Dabei passiert sie die Kleinstädte Potschep und Pogar. Auf den letzten Kilometern überquert der Fluss die Grenze zur ukrainischen Oblast Tschernihiw, wendet sich nach Osten und mündet in die Desna, einen Nebenfluss des Dnepr.
Die Sudost hat eine Länge von 208 km. Sie entwässert ein Areal von etwa 6000 km².
Sie wird hauptsächlich von der Schneeschmelze gespeist.
Im März und April führt der Fluss regelmäßig Hochwasser.
Der mittlere Abfluss 25 km oberhalb der Mündung beträgt 18,9 m³/s.
Im November / Dezember gefriert der Fluss.
Ende März / Mitte April ist er wieder eisfrei.